# 개화초등학교 (부산)
개화초등학교(開和初等學校)는 대한민국 부산광역시 부산진구 개금동에 있는 공립 초등학교이다.

## 학교 연혁
- 1984년 1월 25일: 개교
- 2020.01.31	:통합교육 1반 현대화 사업
- 2019.09.01	:제13대 탁수경 교장 취임
- 2019.08.20	:본관 교실 및 복도 마룻바닥 공사 완료
- 2019.07.19	:교문 옆 오르막 휀스 정비
- 2019.03.01	:학생수 266명 ／ 15학급(특수2반 포함)편성
- 2018.03.01	:학생수 306명 ／ 16학급(특수2반 포함)편성
- 2017.03.01	:국제안전 시범학교 6년차 운영
- 2017.03.01	:학생수 319명 ／ 17학급(특수2반 포함)편성
- 2016.09.01	:제12대 허선애 교장 취임
- 2016.03.01	:국제안전 시범학교 5년차 운영
- 2015.03.01	:제11대 최수환 교장 취임
- 2014.10.20	:교육부장관 기관 표창(대한민국 행복학교 박람회 공로상)
- 2014.07.25	:제10회 대한민국 어린이 국회 우수법률안 선정 국회부의장 표창
- 2014.07.17	:2014 대한민국 행복학교 박람회 참가
- 2014.05.16	:안전자람터 설치
- 2014.05.12	:국제안전도시 연차대회 및 국제안전학교 공인 선포식
- 2013.12.18	:보건안전영역 교육부장관상 수상
- 2013.12.17	:2013년 안전문화대상 안전행정부장관상 수상
- 2013.12.12	:WHO 국제안전학교 공인
- 2012.12.31	:부산광역시 남부교육지원청 학교경영 우수학교 표창
- 2012.11.10	:급식실 현대화 완료
- 2012.07.05	:안전문화대상 부산시장상 수상
- 2012.04.01	:국제안전 시범학교 지정
- 2011.02.28	:그린스쿨공사 완료
- 2010.12.19	:방과후학교 운영 우수학교 표창
- 2010.09.01	:제10대 신승권 교장 취임(22학급, 특수1학급 포함)
- 2010.03.01	:부산광역시교육청 자율학교 지정(4년간)
- 2009.08.31	:도서관 현대화 완료
- 2009.06.18	:사교육절감형 창의경영학교 운영(3년간)
- 2007.11.16	:e-교육행정서비스 우수학교 교육부장관 표창
- 2006.09.01	:제9대 안기영 교장 취임(31학급, 특수2학급 포함)
- 2006.03.01	:학교 급식 시범 운영
- 2005.03.01	:제8대 황효익 교장 취임(34학급, 특수2학급 포함)
- 2003.03.01	:제7대 임광기 교장 취임(34학급, 특수1학급 포함)
- 2003.01.28	:특별실4실증축
- 2000.03.01	:부산광역시교육청지정교실수업개선시범학교운영(2002 2 28까지)
- 1999.09.01	제6대 안성준 교장 취임(36학급, 특수1학급 포함)
- 1999.03.01	:열린교육협력학교지정
- 1998.10.27	:5층 교실 증축
- 1997.09.01	:제5대 전금룡 교장 취임(27학급)
- 1996.12.31	:부산광역시 교육청 열린교육 우수학교 표창
- 1994.09.01	:제4대 이흥근 교장 취임(27학급)
- 1993.03.01	:교육방송 지역중심학교 운영(2년간)
- 1991.06.01	:제3대 김장한 교장 취임(25학급)
- 1988.03.01	:제2대 김진순 교장 취임(21학급)
- 1984.10.02	:개교기념식(개교기념일)
- 1984.03.01	:개금국민학교에서 분리(17학급), 개화국민학교 개교, 초대 김평주 교장 취임
- 1984.01.25	:개화초등학교설립

## 학교 동문
개화초등학교 (부산) 동문

## 참고 자료
- 개화초등학교 - 한국교육학술정보원 학교알리미